# ونسا کری
ونسا بردفورد کری (به انگلیسی: Vanessa Bradford Kerry) زاده ۳۱ دسامبر ۱۹۷۶، فرزند جان کری، پزشک متخصص آمریکایی و بنیان‌گذار مرکز غیرانتفاعی سید گلوبال هلث است.
او در سال ۲۰۰۹ با بهروز والا ناهید پزشک و جراح مغز ایرانی-آمریکایی در بیمارستان ماساچوست ازدواج نمود.